# ガブリエル・ヴェール
ガブリエル・ヴェール（Gabriel Veyre、1871年2月1日 - 1936年1月13日）は、フランス生まれの初期の映画監督、写真家で、おもにメキシコ、インドシナ、モロッコにおける活動で知られた。

## 経歴
1871年にイゼール県に生まれたガブリエル・アントワーヌ・ヴェールは、リヨン大学で薬学を学んだ。1896年にディプロマを取得した後、リュミエール兄弟に雇われてシネマトグラフの技師となった。

### 世界旅行

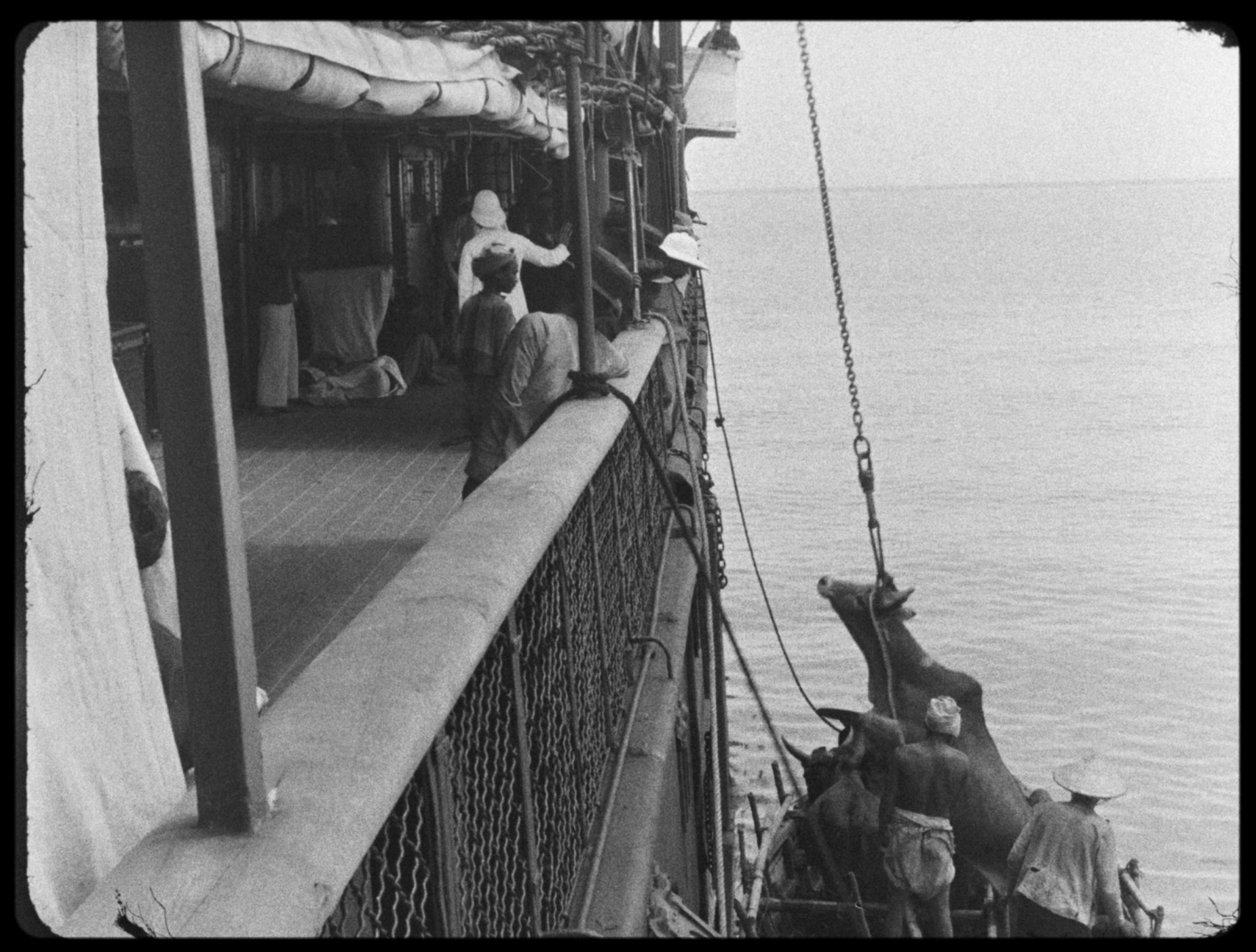
「Embarquement d'un bœuf（牛の乗船）」インドシナへの航海の際に撮影された風景。

ガブリエル・ヴェールは、シネマトグラフの技師として、2度にわたり大旅行をした。1896年から1897年にかけての最初の旅行では、ラテン・アメリカへ赴き、メキシコをはじめ、キューバ、コロンビア、ベネズエラ、パナマの多くの風景の映像を持ち帰った。
1898年、彼は2度目の旅行に出向いて、まずカナダで『Danse indienne』を制作し、次いでアジアに向かい、日本、中国、インドシナを訪れた。彼がインドシナで制作した映画と写真は、1900年のパリ万国博覧会に際し、「彼の写真から再構成された」インドシナ・パビリオンの「クメール洞窟」において発表された。

### モロッコへの定住
1901年から1907年にかけて、彼はモロッコの若いスルタンであった、ムーレイ・アブド・エル・アジズの公式写真家、映画製作者になった。この間に、彼は初めてオートクローム写真を撮り、絵入り新聞『イリュストラシオン (L'Illustration)』の通信員を務め、さらに1905年には『Dans l'intimitédu sultan: au Maroc』と題した本を出版した。
その後、彼はカサブランカに移って、活動を大幅に多様化させ、ダル・ブアッザのスルタンが提供した土地に実験農場を構え、また、いくつもの工場を作り、モロッコで最初の車を輸入した。
1934年から1935年にかけて、彼はオートクローム写真によるモロッコのルポルタージュを作成し、その結果、500点を超えるオートクロームと16mmのカラーフィルムで撮影されたドキュメンタリーが作成された。その翌年、彼は死去した。

### 私生活
1901年、ガブリエル・ヴェールは、同僚のシネマトグラフ技師であるコンスタン・ジレルの妹（姉?）と結婚し、夫妻はベルト (Berthe) という名の一人娘をもうけた。

## 後年のドキュメンタリー
日本の映画監督である吉田喜重は、1995年の短編ドキュメンタリー『夢のシネマ 東京の夢/明治の日本を映像に記録したエトランジェ ガブリエル・ヴェール』で、ヴェールの映像の検討をおこなっている。